# 12-й Воеводинский корпус (НОАЮ)
12-й Воеводинский корпус НОАЮ (сербохорв. Дванаести воjвођански корпус НОВЈ / Dvanaesti vojvođanski korpus NOVJ) — воинское формирование Народно-освободительной армии Югославии, участвовавшее в Народно-освободительной войне.

## История
Корпус сформирован 1 июля 1944 в Восточной Боснии из личного состава 16-й и 36-й воеводинских дивизий общей численностью 8 тысяч человек. Командовал корпусом Данило Лекич, политическим комиссаром был Стефан Митрович.
В состав корпуса в первой половине сентября 1944 вошла 2-я Краинская дивизия, а в начале октября и 28-я Славонская дивизия. В середине сентября корпус вошёл в 1-ю группу армий. После освобождения Белграда был переброшен из Срема в Бачку, 11 ноября Главный штаб НОАиПО Воеводины принял корпус под своё командование. Тогда в составе корпуса были 16-я, 36-я и 51-я воеводинские дивизии (итого 21 тысяча человек).
В конце ноября 1944 года в состав корпуса вошли 14-я и 15-я воеводинские бригады, составленные из словаков, чехов и венгров Воеводины. С 1 января 1945 корпус подчинили командованию 3-й армии.